# Култура на Киргизстан
Културата на Киргизстан по характер е тюркска, със забележимо руско влияние. Заради географското положение на станата киргизите добре са запазили своите традиции, най-забележителните от които са клановите структури, народните епоси и кухнята.

## Семейство и кланове
Киргизите имат силно запазено чувство за културното си наследство, а смесените бракове са най-малко в сравнение с останалите съветски републики. Дори при смесените бракове е по-вероятно партньорът от некиргизки етнос да приеме киргизкия език и култура. Тъй като живеят в изолирани планински групи, киргизите са консервативен народ и силно ценят рода и семейството. Те почитат историята и възприемат себе си като част нейния поток. Често срещана семейна практика е да могат да се назоват всички членове на семейството от предходните седем поколения. Клановите старейшини познават генеалогията отлично, поради което е трудно човек да излъже за своя произход. Тъй като принадлежността към клановете продължава да е изключително важна за социалното положение, някои киргизи все пак се опитват да изкарат своя произход по-благороден, отколкото е всъщност.
Традиционното киргизко общество е структурирано в три крила от кланове – ляво (онг), дясно (сол) и неутрално (ичкилик). Идентичността на киргиза се определя от клана и крилото, към което принадлежи. Онг включва седем клана на север и запад. Всеки от тях има свои отличителни черти и в исторически план те са се борили помежду си за влияние. Първите управници на съветски Киргизстан произхождат от воинския клан Бугуу. Водачите на Бугуу загиват по време на сталинските чистки, и позициите на клана са заети от Саръбагъш, към който принадлежат повечето киргизки политици до днес (включително Аскар Акаев). Сол включва само Адъгине, които живеят на юг и имат запазено древно културно наследство. Ичкилик е разнородно крило от кланове, някои от които не са киргизки.
Трудният номадски живот е причина жените да имат равна тежест в ежедневния живот като мъжете. В устното творчество има легенда за младата Джанъл-мърза, която повела племето си в борба за свобода, защото мъжете не могли да го сторят. Ролята на жените в обществото е много по-голяма отколкото в останалите централноазиатски страни. След независимостта жени са били главен прокурор, министър на образованието, външен министър, посланици в САЩ и Канада. Главният редактор на един от най-независимите вестници в региона – „Республика“, е била жена. Роза Отунбаева за кратко е президент след Революцията на лалетата през 2010.

## Изкуства
Занаятите и изкуствата на киргизите са силно повлияни от номадската им история и планинският характер на страната. В продължение на хиляда години те се придвижват от пасище на пасище и не развиват силни монументални, архитектурни и изобразителни традиции. Изобразителните изкуства са съсредоточени върху изработката на украшения и детайли за юрти, оръжия и дрехи.

### Битови
За киргизите юртата е в центъра на бита – тя е техен дом, място за хранене, спане, работа и игра. Дори тези, които живеят в жилища от западен тип, опъват юрти при сватби и празници. Киргизката юрта е с кръгла форма и се прави от дървен скелет и кожени платна. В средата на покрива ѝ („тюндюк“, түндүк) има отвор, през който влиза слънчевата светлина. Дървеният скелет (кереге) се боядисва в червено, подът ѝ е постлан с вълнени черги, а по стените се закачат кожени торби с различно предназначение. Тюндюкът е стилизирано изобразен на киргизкото национално знаме.
Киргизките черги се правят от филц в две основни разновидности. Първата се нарича ала-кииз и се прави чрез наслагване на няколко разноцветни слоя филц. Вторият тип се нарича ширдак – мозайка от преплетени орнаментирани късове филц.

### Изобразителни
След Революцията от 1917 година властите изпращат много академици и артисти в новата автономна територия. Наблюдава се и обратният процес – киргизки творци получават възможност да учат в академиите в Москва и Ленинград. Изучаването на руските изкуства обогатява палитрата и тематиката на киргизките изобразителни творби. Под патронажа на родения в Киргизия творец Семьон Чуйков основана Лига на киргизките художници през 1934. На следващата година отваря врати Киргизка държавна картинна галерия и над 200 творби от местни художници са представени на републиканска изложба. Малко след това обаче започват чистките на Йосиф Сталин, който разпорежда национализмът в крайните райони на СССР да бъде заглушен. Местното правителство затваря и екзекутира хиляди киргизки творци, учени и писатели – почти цялата новосъздадена интелигенция на страната е унищожена по време на чистките. Оцелелите интелектуалци са принудени да се пригодят към социалистическия реализъм.
С изключение на краткото „размразяване“ по времето на Никита Хрушчов, художниците в страната рисуват предимно творби, изобразяващи живота на пролетариата. Рисуването на пейзажи се превръща в начин за бягство от политическата рамка. През периода на съветско управление това е единственият „безопасен“ жанр, и днес огромен брой впечатляващи пейзажни творби се пазят в Държавния музей за изящни изкуства.

## Народни епоси и музика
Символична за страната е епическата поема Епопея на Манас, която в няколко хиляди строфи разказва историята на едноименния герой, преборил нашественици от изток. Много места и обекти в Киргизстан носят неговото име, а през 1995 в цялата страна се празнуват 1000 години от неговите подвизи. Творците, специализирали се в пеенето и рецитирането на поемата се наричат манасчи. През съветската епоха Манас е възприеман и като герой на работническата класа. Устната традиция на Киргизстан включва епоси и за други герои, и се изпълнява в песенна форма.
Освен манасчите има и два други вида музиканти – айтиши, които композират и изпълняват песни за критика, съвет или възхвала на другите, и бакши. В предислямската епоха бакшите освен изпълнители на епоси са били и шамани-лечители, но от пристигането на исляма до днес тяхната роля е само съсредоточена върху легендите. Традиционните инструменти на Киргизстан са комуз (струнен), къл кияк (лъков) и темир комуз (устен струнен). През съветската епоха се създават държавни фолклорни ансамбли, като в същото време навлиза симфоничната и европейската музика.

## Кухня
Животът на киргизите се развива около стадата – овце, коне и якове. От тях киргизите набавят много от хранителните си продукти и суровини. Поради тази причина киргизката кухня включва изцяло овче месо и юфка, а зеленчуците и плодовете почти отсъстват. Традиционните ястия са бешбармак – яхния от цяла овца, и печено агне. Яде се и конско месо, понякога под формата на колбаси. Традиционни напитки са ферментиралото кобилско мляко кумъс (или кумис) и бирата. Сред номадите е особено популярен сут (сладко мляко), а айрянът, черният и зеленият чай са популярни както сред номадското, така и сред градското население.

## Спорт
Конете са в основата и на някои от националните спортове. Улак тартъш е спорт, на който два отбора на коне се опитват да изхвърлят труп на коза зад противниковата линия в рамките на 15 минути. Ахт чабъш са конски маратони, по време на които ездачите се състезават на разстояния от четири до 50 километра. Съветското управление внася в киргизкия живот европейски спортове като гимнастиката, футбола и ските, които са популярни и днес. Разпространено развлечение е беркутчийството – лов със скален орел (беркут).